# Марі Коварова
Марі Коварова (чеськ. Marie Kovářová, 11 травня 1927, Південноморавський край — 4 січня 2023) — чехословацька гімнастка, олімпійська чемпіонка.

## Біографічні дані
Марі Коварова входила до складу збірної Чехословаччини зі спортивної гімнастики на Олімпіаді 1948 і зайняла 1-е місце в командному заліку. В індивідуальному заліку вона була 28-ю. Також зайняла 7-е місце у вправах на кільцях, 16-е в опорному стрибку і 59-е на колоді.